# Peck (Wisconsin)
Peck – miasto w Stanach Zjednoczonych, w stanie Wisconsin, w hrabstwie Langlade.